# Проба Гесса (бризантность)

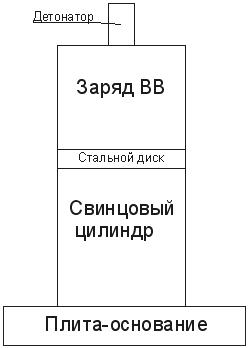
Схема пробы Гесса

Проба Гесса — общее название ряда методик испытания взрывчатых веществ для определения бризантности. Первоначальная методика была разработана и предложена австрийским военным инженером Филиппом Гессом в 1879 году. Методика нашла широкое применение, поскольку позволяла достаточно просто определять важнейшие эксплуатационные (в военном и горном деле) характеристики взрывчатых веществ и составов. В различных странах было разработано значительное число вариантов пробы Гесса.
В Российской Федерации один из вариантов пробы Гесса используется для промышленных ВВ как стандартный по ГОСТ 5984—99. Испытание проводят путём подрыва заряда массой 50 граммов, установленного на свинцовом цилиндре диаметром 40 мм и высотой 60 мм. После подрыва заряда измеряется уменьшение высоты свинцового цилиндра. Разность между средними высотами цилиндра до и после взрыва является мерой бризантности ВВ, традиционно измеряется в миллиметрах.